# Associazione Calcio Lumezzane 1998-1999
Questa voce raccoglie le informazioni riguardanti l'Associazione Calcio Lumezzane nelle competizioni ufficiali della stagione 1998-1999.

## Stagione
Nella stagione 1998-99 il Lumezzane ha disputato il girone A del campionato di Serie C1, con 54 punti in classifica ha ottenuto il terzo posto, il torneo è stato vinto con 66 punti dall'Alzano Virescit che ha ottenuto la promozione diretta in Serie B, la seconda promossa è stata la Pistoiese che ha vinto i playoff. Un Lumezzane dalle due facce, quella del girone di andata con l'allenatore Mario Beretta che nel girone di andata racimola 19 punti, appena sopra la zona paludosa, ed un Lumezzane stellare nel girone di riorno, affidato ad Alessandro Scanziani, raccoglie 35 punti nel girone di ritorno, di gran lunga meglio di tutti. Chiude il campionato con 54 punti in terza posizione, dietro al promosso Alzano ed al Como, davanti a Modena e Pistoiese. Nei playoff i valgobbini superano nel doppio confronto il Modena, mentre nella finale in gara unica, giocata a Cremona il 13 giugno 1999, perdono contro la Pistoiese (2-1), perdendo la Serie B sul filo di lana del traguardo, in una gara a lungo contestata dai bresciani, per una bomba carta, esplosa accanto al portiere Borghetto, che ha poi dovuto essere sostituito, nell'azione della rete decisiva. Nella Coppa Italia nazionale il Lumezzane esce nel primo turno superato nel doppio confronto dal Cagliari, nella Coppa Italia di Serie C viene eliminato dalla Spal nei sedicesimi.

## Rosa
| N. |                   | Ruolo | Calciatore           |
| -- | ----------------- | ----- | -------------------- |
|    | Italia (bandiera) | A     | Roberto Ambrosini    |
|    | Italia (bandiera) | C     | Mauro Antonioli      |
|    | Italia (bandiera) | D     | Manuel Belleri       |
|    | Italia (bandiera) | A     | Roberto Bonazzi      |
|    | Italia (bandiera) | P     | Marco Borghetto      |
|    | Italia (bandiera) | C     | Cristian Boscolo     |
|    | Italia (bandiera) | D     | Stefano Botti        |
|    | Italia (bandiera) | D     | Oscar Brevi          |
|    | Italia (bandiera) | C     | Massimiliano Brizzi  |
|    | Italia (bandiera) | D     | Emanuele Bruni       |
|    | Italia (bandiera) | C     | Luca Bucciarelli     |
|    | Italia (bandiera) | C     | Massimiliano Caliari |
|    | Italia (bandiera) | D     | Marco Cassetti       |

| N. |                   | Ruolo | Calciatore             |
| -- | ----------------- | ----- | ---------------------- |
|    | Italia (bandiera) | P     | Luca Chittolini        |
|    | Italia (bandiera) | D     | Andrea Cocca           |
|    | Italia (bandiera) | C     | Andrea Cossu           |
|    | Italia (bandiera) | D     | Cristiano Donà         |
|    | Italia (bandiera) | A     | Firmino Elia           |
|    | Italia (bandiera) | A     | Claudio Nitti          |
|    | Italia (bandiera) | C     | Corrado Oldoni         |
|    | Italia (bandiera) | A     | Massimiliano Reculiani |
|    | Italia (bandiera) | C     | Michele Sella          |
|    | Italia (bandiera) | A     | Carlo Taldo            |
|    | Italia (bandiera) | C     | Giorgio Zamuner        |
|    | Italia (bandiera) | D     | Marco Zaninelli        |

## Risultati

### Campionato

#### Girone di andata
| Arbitro: | Pieri (Genova) |

|             |           |            |
| Alfieri 74’ | Marcatori | 25’ Brizzi |

| Arbitro: | Silvestrini (Macerata) |

|                |           |              |
| Taldo 14’, 68’ | Marcatori | 33’ Vendrame |

| Arbitro: | Borelli (Roma) |

|           |           |              |
| Nitti 18’ | Marcatori | 74’ Ghizzani |

| Arbitro: | Cecotti (Udine) |

|                                                           |           |  |
| Salvi 7’ Saudati 24’ (rig,) Rocchi 54’ (rig.) Damiani 57’ | Marcatori |  |

| Arbitro: | Cirone (Palermo) |

|                           |           |  |
| Antonioli 24’ Bonazzi 80’ | Marcatori |  |

| Arbitro: | Ferone (Terni) |

|                           |           |                         |
| Pellissier 7’ Tolotti 94’ | Marcatori | 20’ Taldo 80’ Reculiani |

| Arbitro: | Ciccoianni (Ascoli Piceno) |

|             |           |             |
| Belleri 94’ | Marcatori | 12’ Bonaldi |

| Arbitro: | Ciulli (Roma) |

|                                 |           |  |
| Bruni 38’ (aut.) G. Ferrari 78’ | Marcatori |  |

| Arbitro: | Cassarà (Palermo) |

|  |           |                        |
|  | Marcatori | 71’ Masi 82’ Chiaretti |

| Arbitro: | Gazzi (Torino) |

|  |           |               |
|  | Marcatori | 75’ Antonioli |

| Lumezzane 22 novembre 1998 11ª giornata | Lumezzane          | 0 – 0 | Brescello | Nuovo Stadio Comunale\| Arbitro: \| Semeraro (Taranto) \| |
| Arbitro:                                | Semeraro (Taranto) |       |           |                                                           |

| Arbitro: | Lambertini (Bologna) |

|            |           |  |
| Fiorio 14’ | Marcatori |  |

| Arbitro: | Manari (Teramo) |

|              |           |  |
| Giacobbo 65’ | Marcatori |  |

| Lumezzane 13 dicembre 1998 14ª giornata | Lumezzane              | 0 – 0 | Carrarese | Nuovo Stadio Comunale\| Arbitro: \| D'Agostini (Frosinone) \| |
| Arbitro:                                | D'Agostini (Frosinone) |       |           |                                                               |

| Arbitro: | Strocchia (Nola) |

|               |           |              |
| M. Morfeo 50’ | Marcatori | 83’ Cassetti |

| Arbitro: | Lombardi (Lanciano) |

|             |           |  |
| Zamuner 45’ | Marcatori |  |

| Arbitro: | Manari (Teramo) |

|                         |           |                    |
| Filippi 10’ Cinetto 32’ | Marcatori | 21’ (rig.) Bonazzi |

#### Girone di ritorno
| Arbitro: | Maselli (Lucca) |

|              |           |  |
| O. Brevi 17’ | Marcatori |  |

| Arbitro: | Palmieri (Cosenza) |

|            |           |  |
| Bellini 7’ | Marcatori |  |

| Arbitro: | Ferone (Terni) |

|           |           |  |
| Voria 33’ | Marcatori |  |

| Lumezzane 31 gennaio 1999 21ª giornata | Lumezzane                  | 0 – 0 | Como | Nuovo Stadio Comunale\| Arbitro: \| Ciccoianni (Ascoli Piceno) \| |
| Arbitro:                               | Ciccoianni (Ascoli Piceno) |       |      |                                                                   |

| Arbitro: | Lombardi (Lanciano) |

|                |           |                       |
| Mandelli 45+1’ | Marcatori | 16’ Caliari 53’ Taldo |

| Arbitro: | Palmieri (Cosenza) |

|                     |           |             |
| Bruni 16’ Taldo 33’ | Marcatori | 53’ M. Sala |

| Arbitro: | Nigro (Torre del Greco) |

|             |           |          |
| Geraldi 14’ | Marcatori | 94’ Donà |

| Arbitro: | Cannella (Palermo) |

|                           |           |  |
| Bonazzi 9’, 40’ Taldo 72’ | Marcatori |  |

| Montevarchi 21 marzo 1999 26ª giornata | Montevarchi         | 0 – 0 | Lumezzane | Stadio Gastone Brilli Peri\| Arbitro: \| Benedetto (Messina) \| |
| Arbitro:                               | Benedetto (Messina) |       |           |                                                                 |

| Arbitro: | Palanca (Roma) |

|          |           |  |
| Donà 13’ | Marcatori |  |

| Arbitro: | Manari (Teramo) |

|  |           |               |
|  | Marcatori | 93’ Antonioli |

| Arbitro: | Palmieri (Cosenza) |

|           |           |  |
| Taldo 87’ | Marcatori |  |

| Arbitro: | Rossomando (Salerno) |

|                          |           |  |
| O. Brevi 67’ Bonazzi 73’ | Marcatori |  |

| Arbitro: | Battaglia (Messina) |

|                        |           |                |
| Nincheri 28’ Ratti 59’ | Marcatori | 68’, 88’ Taldo |

| Arbitro: | Gabriele (Frosinone) |

|              |           |  |
| Cassetti 76’ | Marcatori |  |

| Arbitro: | Calcagno (Nichelino) |

|                |           |           |
| Cancellato 90’ | Marcatori | 33’ Taldo |

| Arbitro: | Cirone (Palermo) |

|                  |           |  |
| Taldo 93’ (rig.) | Marcatori |  |

### Play-off
| Arbitro: | Cavuoti (Vasto) |

|              |           |                     |
| Bizzarri 80’ | Marcatori | 41’, 67’, 71’ Taldo |

| Arbitro: | S. Ayroldi (Molfetta) |

|                     |           |              |
| Cassetti 11’, 90+4’ | Marcatori | 19’ Bizzarri |

| Arbitro: | N. Ayroldi (Molfetta) |

|            |           |                      |
| Brizzi 11’ | Marcatori | 24’ Benin 65’ Pelosi |

### Coppa Italia
| Arbitro: | Pin (Conegliano) |

|                                 |           |           |
| Brevi 49’ Bonazzi 77’ Taldo 89’ | Marcatori | 21’ Mboma |

| Arbitro: | P. Rossi (Ciampino) |

|                       |           |  |
| Muzzi 42’, 89’ (rig.) | Marcatori |  |

### Coppa Italia Serie C
| Arbitro: | Calcagno (Nichelino) |

|                  |           |          |
| Taldo 32’ (rig.) | Marcatori | 85’ Lomi |

| Arbitro: | Zaltron (Bassano del Grappa) |

|                                      |           |  |
| O. Brevi 40’ (aut.) Gennari 74’, 77’ | Marcatori |  |